# Eric Murray
Eric Gordon Murray CNZM (* 6. Mai 1982 in Hastings) ist ein ehemaliger neuseeländischer Ruderer, der acht Weltmeistertitel und zwei olympische Goldmedaillen gewann.
Murray begann 1997 mit dem Rudersport. 2003 nahm er erstmals an einem Weltmeisterschaftsfinale teil: er belegte mit dem Vierer mit Steuermann den fünften Platz. Ebenfalls Fünfter wurde er bei den Olympischen Spielen 2004, diesmal im Vierer ohne Steuermann. Auch in den nächsten Jahren startete er in dieser Bootsklasse und belegte bei den Ruder-Weltmeisterschaften 2005 den sechsten Platz und bei den Ruder-Weltmeisterschaften 2006 den neunten Rang. 2007 siegten Carl Meyer, James Dallinger, Eric Murray und Hamish Bond beim Weltcup in Amsterdam und belegten in Luzern den dritten Platz. Bei den Ruder-Weltmeisterschaften 2007 in München gewannen die vier Neuseeländer den Titel. In der Olympiasaison erreichten die vier zwar im Weltcup zweimal das A-Finale, belegten dort aber nur einen sechsten Platz in Luzern und einen fünften Platz in Posen. Bei den Olympischen Spielen 2008 in Peking verpassten sie das A-Finale und belegten in der Endabrechnung den siebten Platz.
2009 wechselten Bond und Murray in den Zweier ohne Steuermann, in dieser Bootsklasse blieben die beiden im Weltcup und bei allen internationalen Meisterschaften bis 2016 ungeschlagen. Sie gewannen sechzehn Weltcuprennen sowie die Weltmeisterschaften 2009, 2010 und 2011, wobei die Briten Peter Reed und Andrew Triggs Hodge jeweils Weltmeisterschaftssilber erhielten. Bei den Olympischen Spielen 2012 in London erruderten Murray und Bond die Goldmedaille vor dem französischen Zweier. Bei den Ruder-Weltmeisterschaften 2013 in Chungju erruderten sie wieder die Goldmedaille. Im Jahr darauf traten Murray und Bond bei den Ruder-Weltmeisterschaften 2014 in Amsterdam sowohl im Zweier ohne Steuermann als auch im Zweier mit Steuermann an, in beiden Bootsklassen gewannen die beiden Neuseeländer den Weltmeistertitel, Steuermann war Caleb Shepherd. 2015 traten Murray und Bond zwar nicht mehr im Zweier mit Steuermann an, im ungesteuerten Zweier blieb ihre Dominanz aber erhalten. Bei den Weltmeisterschaften 2015 gewannen sie ihren sechsten Weltmeistertitel in Folge und hatten im Ziel über sechs Sekunden Vorsprung auf die Briten James Foad und Matt Langridge. 2016 setzten die beiden Neuseeländer ihre Siegesserie fort, bei den Olympischen Spielen 2016 in Rio de Janeiro gewannen die beiden zum zweiten Mal olympisches Gold, ihr Abstand auf die Zweitplatzierten aus Südafrika betrug fast drei Sekunden.
Murrays Partner Bond wechselte nach den Olympischen Spielen 2016 zum Radsport. Murray beendete dagegen seine aktive Karriere im April 2017. Im Juli 2018 wurden Murray und Bond mit der Thomas-Keller-Medaille ausgezeichnet.